# Lospalos
Lospalos (qualche volta erroneamente scritto Los Palos) è una città di Timor Est, 248 km ad est della capitale dello stato Dili.
Internazionalmente, la città è erroneamente chiamata Los Palos, suggerendo l'idea che il suo nome sia di origine spagnola. In verità il toponimo Lospalos è stato originato dal suo nome  in Fataluku, la lingua locale papuana, Lohoasupala.
Il nome corretto in inglese, portoghese e tetum, la lingua ufficiale di Timor Est, è Lospalos.

## Altri progetti

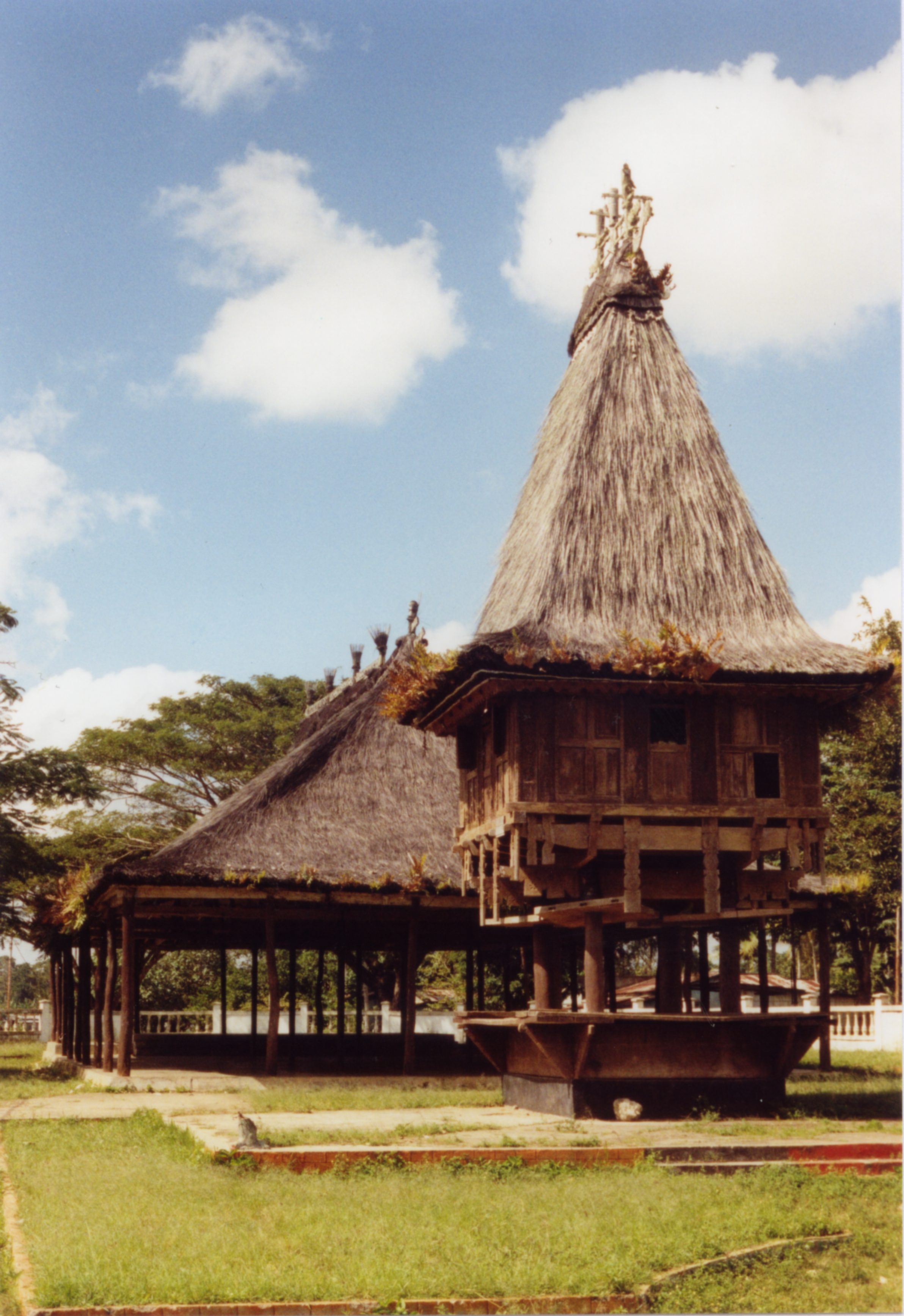
Una Lee-teinu, tradizionale edificio religioso